# Aeroportul Marinda
Aeroportul Marinda (IATA: RJM, ICAO: WASN) este un aeroport din Raja Ampat⁠(d), Papua de Sud-Vest⁠(d), Indonezia.
Situat la o altitudine de 3 m, aeroportul dispune de o singură pistă. Este operat de Kementerian Perhubungan Indonesia⁠(d).